# Det Danske Pigespejderkorps
Det Danske Pigespejderkorps (DDP) var et dansk spejderkorps for piger.
Da den britiske general Robert Baden-Powell udvilkede spejderbevægelsen i 1907-1908, havde han kun drengene i tankerne - at piger ville være tiltrukket af de samme aktiviteter havde ikke strejfet hans tanker, og det lå heller ikke i samtiden at piger skulle være fysisk aktive. Da man samlede ca 11.000 drengespejdere til The Crystal Palace Scout Rally i 1909, overraskedes B-P af synet af en patrulje bestående af piger. Dette gav ham stof til eftertanke, og han udviklede senere et program for pigespejdere sammen med sin søster Agnes Baden-Powell.
På samme måde kom begrebet pigespejdere ind ad bagvejen i det danske spejderarbejde. DDP har altid fejret sin fødselsdag 10. oktober, idet der denne dag blev meldt en pigepatrulje ind i Frederiksberg Trop i 1910. Dette var før det egentlige Det Danske Spejderkorps's endelige stiftelse 16. december 1910. I begyndelsen var der flere steder pigepatruljer i drengetroppe og gradvist startede egentlige pigetroppe. De var alle organiseret under drengenes spejderkorps, men da dette korps voksede i størrelse, opdelte man det geografisk i divisioner, og satte pigerne for sig i Pigespejder Division. Pigerne havde siden 1912 haft deres egen bestyrelse med grevinde Agnete Brockenhuus-Schack som præsident, og i 1916 skilte de sig endelig fra drengekorpset ved dannelse af deres eget korps. Indtil 1921 havde de dog fælles korpsråd med drengene.
I 1919 dannedes KFUK-Spejderne og trak en del piger med lyst til et mere kristent spejderarbejde væk fra DDP.
Korpset blev 1. januar 1973 lagt sammen med drengekorpset Det Danske Spejderkorps til et korps for begge køn med samme navn.